# Corinthiscus insignicornis
Corinthiscus insignicornis là một loài bọ cánh cứng trong họ Cleridae. Loài này được Fairmaire & Germain miêu tả khoa học đầu tiên năm 1861.